# Johann Georg Hamann
Johann Georg Hamann (Königsberg, 27 de agosto de 1730 - Münster, 21 de junio de 1788) fue un filólogo, pensador y protestante pietista alemán, amigo y, sin embargo, adversario del filósofo Immanuel Kant.

## Biografía
Hijo del encargado de la casa de baños de Königsberg, llegó a ser un hombre muy culto, que hablaba cinco lenguas y tenía conocimientos profundos en otras tres. Incluso estudió los jeroglíficos egipcios.
En sus primeros años, empezó por estudiar Derecho en 1746 en la Universidad de Königsberg con Martin Knutzen —también maestro de Kant—, antes de volverse hacia la Teología, pero abandonó los estudios sin titularse en 1752. Lector compulsivo y voraz, encontró trabajo como preceptor de los hijos de diferentes familias nobles del Báltico y la Prusia Oriental: trabajó en casa de la baronesa Budberg durante seis meses y, un poco más de tiempo, en Grünau, al servicio del general Von Witten. En 1756 falleció su madre, y Hamann inició una relación profesional con la familia Berens, como secretario de la firma comercial que poseía la familia de su amigo de estudios universitarios, Johann C. Berens, en la ciudad de Riga. Tradujo al alemán diferentes obras de filosofía y economía política. Berens era un ilustrado y quería conocer las novedades del momento, sabiendo que un mayor conocimiento permitiría, también, una mayor ganancia en su negocio comercial. 
Se instaló en 1757 en Londres, donde permanecería hasta comienzos del verano de 1758; atraviesó entonces una crisis profunda, influido por el pensamiento empirista de Hume, a quien tradujo, y de Kant, de la que salió leyendo la Biblia. Así, aunque Hamann fue un autor ilustrado en sus principios, rompió en 1758 con la Ilustración; a partir de entonces, sus obras de cabecera pasarían a ser el Antiguo Testamento y la Cábala, tomando como modelo al místico Jakob Böhme (1575-1625) y el teósofo Friedrich Christoph Oetinger (1703-1782). Regresó a Riga en junio de 1758, que abandonaría de forma definitiva al año siguiente. Harmann se trasladó entonces a su ciudad natal, en 1767, donde polemizó con Kant, Herder y Moses Mendelssohn, aunque no hasta el punto de romper su amistad. Luego, se relacionó estrechamente con Friedrich Heinrich Jacobi. Escribió entonces sus Memorabilia socráticas (1759), las Cruzadas del filólogo (1762), la Metacrítica del purismo de la razón pura (1784), etcétera. Un año antes de morir, en 1787, se mudó a Münster.

## Pensamiento
Hamann utilizó un estilo muy característico: abstruso, aforístico y entrecortado, deliberadamente enigmático. Le obsesionaban los símbolos y renunciaba a todo tipo de abstracción. La razón (Vernunft) es, para Hamann, simplemente una parte de la total personalidad del hombre, y este queda falsificado cuando se olvida de que es un todo. A su vez, Immanuel Kant, al igual que otros pensadores, era un simple «abstraccionista» que olvidaba el todo por la parte. Los principios lógicos son abstracciones del principio de la realidad, que opera de acuerdo con la «coincidencia de opuestos», en un sentido parecido al de Giordano Bruno. Su desconfianza hacia la razón le llevó a concluir que una fe infantil y de carbonero en Dios era la única solución para los «irritantes» problemas de la filosofía. Así, encontraba que la interpretación irracionalista del «solo sé que no sé nada» de Sócrates era la más correcta, y daba primacía al sentimiento, a la voluntad y a la acción sobre todo lo demás, porque salvan la peculiaridad del individuo concreto íntegramente. De este modo, era hostil al pensamiento ilustrado y enemigo de analizar al hombre y al mundo, pues siempre se hacía de modo parcial y fragmentario. A la razón, opuso las fuerzas del alma, la actitud totalizadora.[cita requerida]
Vindicó y revitalizó la importancia de la poesía primitiva, de Homero, la Biblia, Ossian o Shakespeare. Criticó despiadadamente las medidas ilustradas de Federico el Grande, pero su amigo Kant le encontró un puesto en la Administración prusiana. El «Mago del Norte», como también se lo conocía, tuvo un papel preponderante en el movimiento contra la Ilustración conocido como pietismo, que terminó por hacer detonar el Sturm und Drang previo al Romanticismo. Así, influyó en el pensamiento de Herder, quien fue su discípulo, como también el de Goethe y Jacobi, en los filósofos Hegel y Schelling, y en el músico Felix Mendelssohn. Sus obras completas fueron editadas por Josef Nadler (Viena, 1949-1957, 6 vols.); su correspondencia fue publicada por W. Ziesemer y A. Henkel (Wiesbaden, 1955-69, 7 vols.). K. Gildemeister publicó una monumental biografía del filósofo (Johann G. Hamanns, der Magus in Norden, Leben und Schriften. Gotha, 1857-1873. Isaiah Berlin lo considera uno de los filósofos impulsores del Romanticismo alemán.
Desde luego, su filosofía ha sido calificada de «irracionalista» y «revelacionista»; lo último, sobre todo, por la importancia que dio a la «revelación» en todos los órdenes. Concebía la Historia como revelación divina y defendía el origen revelado del lenguaje y de la propia poesía, ya que la razón discursiva era impotente para comprender el misterio del lenguaje, e impotente también para comprender las creaciones artísticas geniales o el arte mismo. Tal vez la aportación más original de su pensamiento sea la consideración del lenguaje como una aptitud simbólica y creadora del hombre primitivo, una condición excelsa y congénita, con el mismo carácter que la creación divina o a su semejanza. La pintura y el canto son para él anteriores al habla y a la escritura. Profundamente interesado en diversas tradiciones místicas y esotéricas y en la poesía y el lenguaje «primitivos», tuvo tendencias pietistas, semimísticas y rosacrucianas y se opuso a toda teología natural y a todo análisis de índole racional.[cita requerida]

## Obras
- Biblische Betrachtungen [Reflexiones bíblicas]
- Gedanken über meinen Lebenslauf [Pensamientos sobre el curso de mi vida], 1758/59
- Brocken [Fragmentos]
- Sokratische Denkwürdigkeiten [Memorabilia socráticas], 1759
- Wolken [Nubes]
- Kreuzzüge des Philologen [Cruzadas del filólogo], 1762
- Aesthetica in Nuce (1760) [Estética]
- Versuch über eine akademische Frage [Ensayo sobre una cuestión académica]
- Kleeblatt Hellenistischer Briefe [Florilegio de cartas helenísticas]
- Schriftsteller und Kunstrichter [Autor y crítico]
- Leser und Kunstrichter [Lector y crítico]
- Fünf Hirtenbriefe [Cinco cartas pastorales]
- Des Ritters von Rosencreuz letzte Willensmeynung über den göttlichen und menschlichen Urprung der Sprache [El caballero rosacruz, última voluntad y testamento del divino y humano origen del lenguaje]
- Philologische Einfälle und Zweifel [Ideas y dudas filológicas]
- Hierophantische Briefe [Cartas hierofánticas]
- Versuch einer Sibylle über die Ehe [Ensayo de una Sibila sobre el matrimonio]
- Konxompax: Fragmente einer apokryphischen Sibylle über apokalyptische Mysterien [Konxompax: fragmentos de una sibila apócrifa sobre los misterios apocalípticos], 1779.
- Metakritik über den Purismum der reinen Vernunft [Metacrítica del purismo de la razón pura], 1784.
- Golgotha und Scheblimini [Gólgota y Scheblimini], 1784.
- Fliegender Brief [Carta volante].